# Rödinghausen
Rödinghausen település Németországban, azon belül Észak-Rajna-Vesztfália tartományban. Lakosainak száma 9889 fő (2023. december 31.). Rödinghausen Bünde, Preußisch Oldendorf és Melle községekkel határos.

## Népesség
A település népességének változása:
| Lakosok száma | 8224 | 9800 | 9784 | 9712 | 9891 | 9889 |
|               | 1975 | 2017 | 2019 | 2021 | 2022 | 2023 |